# Fast Food Duell
Fast Food Duell – Spitzenkoch gegen Lieferservice war eine montags bis freitags ausgestrahlte Sendung des TV-Senders Kabel 1. Dabei trat ein Schnellrestaurant oder ein Imbiss gegen einen Spitzenkoch bei Teilnehmern zu Hause an.
Ein Assistent des Kochs kaufte die Lebensmittel in einem Geschäft oder Markt in der jeweiligen Stadt. Nach Ablieferung beim Koch fuhr der Assistent zum teilnehmenden Restaurant, um von der Zubereitung zu berichten und die dort bestellten Gerichte abzuholen.

## Konzept
Das Format ist eine Unterhaltungssendung. Ziel der beiden Parteien ist es, die Punktewertung zu gewinnen. Die Gesamtwertung besteht aus sechs Punkten. Der erste Punkt bewertet den Produktpreis, zwei Punkte die Wartezeit und drei Punkte den Geschmack.
Nicht in die Bewertung fallen Punkte wie Sauberkeit oder Freundlichkeit. Die Qualität der Produkte wird lediglich beim Geschmackspunkt benotet.

### Preis
Der Bewertungspunkt für den Preis wird anhand des Preises im Restaurant bei Abholung und dem Endpreis der eingekauften Waren für den Koch ermittelt.
Der Koch bedient sich der im Haushalt vorhandenen Waren, die nicht in die Preiskalkulation einbezogen werden. Die Menge der gekauften und tatsächlichen Produkte wird nicht bewertet. In einigen Folgen müssen hochpreisige Waren gekauft werden (z. B. das Grundgewürz Schwarzer Pfeffer), die nur zu einem minimalen Anteil für den Vergleich verwendet werden und später auch noch genutzt werden können.

### Geschwindigkeit
Gewonnen hat das Kriterium „Geschwindigkeit“, wer zuerst das Essen auf einem Teller anrichtet und auf einem vorgegebenen Platz abgestellt hat.
Der Assistent holt zunächst die Lebensmittel für den Koch und liefert diese ab. Anschließend fährt er zum Restaurant, holt die Waren ab und liefert diese an. Die Bestellung wird abgegeben, wenn der Koch auch die zusätzlich gekauften Waren erhalten hat und der Assistent zum Restaurant startet.

### Geschmack
Die drei Geschmackspunkte werden von den Testern subjektiv verteilt.
In den meisten Folgen sind es zwei Personen, die den Geschmack bewerten. In manchen Fällen auch bis zu vier Personen, selten mehr. Jede Person kann bis zu 10 Punkte vergeben. Wer addiert die höchste Bewertung hat, gewinnt die drei Einzelpunkte „Geschmack“.

### Gesamtwertung
Während anfangs jeder der drei Faktoren einen Punkt wert war, wurde das Wertungsprinzip später dahingehend geändert, dass es für den Preis einen Punkt, für die Geschwindigkeit zwei Punkte und für den Geschmack drei Punkte gab. Bei Gleichstand gewann der Lieferservice, da es die Aufgabe des Spitzenkochs war, den Lieferservice zu besiegen.

## Geschichte
Von Folge eins bis vier der ersten Staffel trat der DFB-Koch Holger Stromberg auf. Dieser wurde ab Folge fünf von den drei Köchen Frank Rosin, Björn Freitag  und Ole Plogstedt ersetzt. Als Einkäufer/Assistent trat zunächst ausschließlich Achim Bramscher auf. Ab 2009 erledigte er diese Aufgabe im Wechsel mit Maren Kemper.
Die erste Folge, die am 25. November 2007 um 20:15 Uhr ausgestrahlt wurde, verfolgten 840.000 Zuschauer. In der werberelevanten Zielgruppe sahen 570.000 Zuschauer zu (Marktanteil: 3,6 Prozent). 2008 wurde das Format in das Vorabendprogramm verlegt und lief seitdem wochentäglich von Montag bis Freitag.
Die erste Staffel enthält 52 Folgen; bis 2009 kam die Sendung auf vier Staffeln.
Produziert wurde die Sendung von Schwartzkopff TV-Productions, einer seit dem Jahr 1999 hundertprozentigen Tochter der Axel Springer AG. Aufgezeichnet wird mit Digital Betacam.